# امارونی
امارونی (به ایتالیایی: Amaroni) یک سکونتگاه مسکونی در ایتالیا است که در استان کاتانزارو واقع شده‌است.

## خصوصیات
امارونی ۹ کیلومترمربع مساحت و ۱٬۸۸۱ نفر جمعیت دارد و ۳۶۵ متر بالاتر از سطح دریا واقع شده‌است.

## خواهرخوانده
شهر Risch-Rotkreuz خواهرخواندهٔ امارونی هست.